# Ожина, Евдокия Андреевна
Евдокия Андреевна Ожина (1918-2006) — советский кондитер, бригадир рабочих Московской кондитерской фабрики «Большевик» Министерства пищевой промышленности РСФСР. Герой Социалистического Труда (1971).

## Биография
Евдокия Андреевна Ожина родилась 21 августа 1918 года в Москве. С 1938 года работала на Московской кондитерской фабрике «Большевик», после окончания учебного комбината стала кондитером, затем бригадиром рабочих фабрики. Являлась кондитером высшего класса, изготавливала торты для руководства СССР, в том числе для И. В. Сталина, Н. С. Хрущёва, Л. И. Брежнева, для руководителей иностранных государств, которые не раз высоко оценивали её кондитерское мастерство. Командировалась в Японию, передавала свой опыт местным кондитерам.
Указом Президиума Верховного Совета СССР от 26 апреля 1971 года за «выдающиеся успехи, достигнутые в выполнении заданий пятилетнего плана по развитию пищевой промышленности» Евдокия Андреевна Ожина была удостоена высокого звания Героя Социалистического Труда с вручением ордена Ленина и медали «Серп и Молот».
В общей сложности Ожина проработала на фабрике «Большевик» около пятидесяти пяти лет. Выйдя на пенсию, продолжала проживать в Москве. Скончалась 19 октября 2006 года, похоронена на Перепечинском кладбище Москвы.
Была награждена двумя орденами Ленина и рядом медалей.